# Заборовский, Тымон
Тымон Заборо́вский (пол. Tymon Zaborowski; 18 апреля 1799; Лычковцы — 20 марта 1828; Збриж) — польский писатель, поэт и драматург .

## Биография
Тымон Заборовский родился 18 апреля 1799 года в селе Лычковцы.
Воспитывался в Кременецком лицее, где его товарищами были Корженевский, Ян Казимир Ордынец, Францишек Ковальский, Густав Олизар. Вместе с ними Заборовский основал в Варшаве журналы «Ćwiczenia naukowe» (1818) и «Pamiętnik Naukowy» (1819).
В «Ćwiczeniach» Заборовский напечатал рассуждение: «О zewętrzn. budowie wiersza polskiego» и отрывки из поэмы «Bolesław Chrobry». В 1820 году Заборовский покинул Варшаву и жил до самой смерти в деревне, где написал много лирических стихотворений и три трагедии: «Bohdan Chmielnicki», «Tajemnick czyli Borysi Milwiana» и «Dumy Podolskie», напечатанные только после его смерти.
Трагически погиб 20 марта 1828 года.

## Творчество
Одним из первых начал собирать и изучать народные думы.
- Богдан Хмельницкий (трагедия),
- Боян. Киевская трагедия времён сыновей Владимира (поэма) ,
- Драматическая поэма времён Мечислава,
- Думы подольские,
- Поэма про Болеслава Храброго